# Finska mästerskapet i bandy 1978/1979
Finska mästerskapet i bandy 1978/1979 spelades som dubbelserie följd av slutspel. OLS vann mästerskapet.

## Mästerskapsserien

### Slutställning
| Lag                    | Spelade | Vinster | Oavgjorda | Förluster | Målskillnad | Poäng |
| ---------------------- | ------- | ------- | --------- | --------- | ----------- | ----- |
| Lappeenrannan Veiterä  | 18      | 15      | 1         | 2         | 109–38      | 31    |
| IFK Helsingfors        | 18      | 14      | 2         | 2         | 99–35       | 30    |
| OLS                    | 18      | 11      | 3         | 4         | 98–67       | 25    |
| Veitsiluodon Vastus    | 18      | 9       | 4         | 5         | 84–53       | 22    |
| Borgå Akilles          | 18      | 7       | 4         | 7         | 61–75       | 18    |
| Warkauden Pallo -35    | 18      | 6       | 3         | 9         | 54–79       | 15    |
| Botnia-69, Helsingfors | 18      | 6       | 2         | 10        | 66–78       | 14    |
| OPS                    | 18      | 4       | 3         | 11        | 54–81       | 11    |
| Mikkelin Kampparit     | 18      | 4       | 3         | 11        | 45–72       | 11    |
| Kemin Palloseura       | 18      | 1       | 1         | 16        | 34–26       | 3     |

KePS åkte ur serien. Nykomling till nästa säsong blev Sakta Farten från Borgå.

### Grundseriens skytteliga
| Placering | Spelare           | Lag     | Mål |
| --------- | ----------------- | ------- | --- |
| 1.        | Veikko Niemikorpi | HIFK    | 51  |
| 2.        | Leo Segerman      | Veiterä | 42  |
| 3.        | Matti Alatalo     | OLS     | 32  |
| 4.        | Seppo Laakkonen   | WP-35   | 31  |
| 5.        | Pekka Vartiainen  | Akilles | 22  |
| 5.        | Seppo Siiskonen   | Botnia  | 22  |
| 5.        | Eero Hamari       | OLS     | 22  |
| 8.        | Kauko Rautiainen  | HIFK    | 20  |
| 8.        | Asko Eskola       | OLS     | 20  |
| 10.       | Martti Aarni      | Vastus  | 19  |
| 11.       | Markku Suorsa     | OPS     | 17  |

Poängkung blev Veikko Niemikorpi med 64 poäng.

## Semifinaler
Semifinalerna avgjordes i dubbelmöten, och det sämst placerade laget fick spela första matchen på hemmaplan.
| Lag 1               | Resultat | Lag 2                 | Match 1   | Match 2   |
| ------------------- | -------- | --------------------- | --------- | --------- |
| Veitsiluodon Vastus | 6–11     | Lappeenrannan Veiterä | 5–7 (2–4) | 1–4 (0–3) |
| OLS                 | 9–6      | IFK Helsingfors       | 5–1 (2–1) | 4–5 (1–3) |

## Match om tredje pris
| Lag 1           | Resultat  | Lag 2               |
| --------------- | --------- | ------------------- |
| IFK Helsingfors | 3–2 (2–1) | Veitsiluodon Vastus |

## Final
| Lag 1                 | Resultat  | Lag 2 |
| --------------------- | --------- | ----- |
| Lappeenrannan Veiterä | 3–5 (2–4) | OLS   |

## Slutställning
| Placering | Lag                   |
| --------- | --------------------- |
| 1.        | OLS                   |
| 2.        | Lappeenrannan Veiterä |
| 3.        | IFK Helsingfors       |
| 4.        | Veitsiluodon Vastus   |

## Finländska mästarna
OLS: Rauno Kaikkonen, Yrjö Ervasti, Antti Ervasti, Timo Okkonen, Kalevi Immonen, Pertti Kärenaho, Pekka Liikanen, Esa Määttä, Kalevi Alatalo, Eero Hamari, Asko Eskola, Ari Vanha-Aho, Matti Karhumaa, Toivo Orava, Pasi Kalliokoski, Kari Moilanen. Tränare: Pentti Hiltunen

### Fotnoter
1. ↑  Maalikuningas ja pistepörssin voittaja kautta aikojen Finlands bandyförbund